# Jordan Francis
Jordan Francis (Toronto, Ontario, 10 de mayo de 1991) es un actor, cantante, rapero y compositor canadiense, conocido por interpretar a Barron en las películas originales de Disney Channel Camp Rock y Camp Rock 2: The Final Jam, participando también en sus bandas sonoras. Desde 2009 hasta 2010 interpretó a Whynot en la serie canadiense Connor Undercover.

## Filmografía
Televisión
| Año       | Título             | Rol                  |
| --------- | ------------------ | -------------------- |
| 2003-2004 | Save-Ums!          | Jelly (Custard)      |
| 2009-2010 | Connor Undercover  | Dave "Whynot" Wynott |
|           | La vida Tamagotchi | Mumutchi             |

Cine 
| Año  | Título                     | Personaje      |
| ---- | -------------------------- | -------------- |
| 2002 | Our America                | Derrick Morris |
| 2008 | Camp Rock                  | Barron James   |
| 2010 | Camp Rock 2: The Final Jam | Barron James   |